# Zonotrichia
Zonotrichia es un género de aves paseriformes perteneciente a la familia Passerellidae. El género agrupa a 5 especies reconocidas, nativas del continente americano, conocidas como chingolos o copetones.
Estas aves tienen la espalda de color marrón con rayas negras y marcas distintivas en la cabeza. 
Se alimentan de semillas, grano caído, insectos y arañas. 
Anidan en el suelo, en un arbusto, en un árbol a baja altura o en algún nicho en una pared. La hembra construye su nido en forma de taza con material vegetal forrado con hierbas finas.

## Especies
Se reconocen las siguientes especies:
- Zonotrichia albicollis (Gmelin, 1789) -- chingolo gorjiblanco, gorrión garganta blanca
- Zonotrichia atricapilla (Gmelin, 1789) -- chingolo coronidorado, gorrión corona dorada
- Zonotrichia capensis (Statius Muller, 1776) -- copetón, gorrión chingolo
- Zonotrichia leucophrys (J. R. Forster, 1772) -- chingolo coroniblanco, gorrión corona blanca
- Zonotrichia querula (Nuttall, 1840) -- chingolo de Harris, sabanero de Harris